# Robin van Roosmalen
Robin van Roosmalen ('s-Hertogenbosch, 1 oktober 1989) is een Nederlands voormalig kickbokser.

## Biografie
Van Roosmalen komt uit een sportfamilie en is de zoon van voormalig kickbokser William van Roosmalen. Hij begon op 3-jarige leeftijd met trainen onder zijn vader in zijn sportschool en trainde daarna in verschillende disciplines zoals boksen, worstelen, mixed martial arts en judo, waarin hij een zwarte band behaalde.
Van Roosmalen vocht voor het eerst op een groot evenement in februari 2008 bij K-1 MAX Netherlands 2008 The Final Qualification tegen Leroy Kaestner, dat eindigde in een gelijkspel. In september 2011 won hij een toernooi bij It's Showtime door in de finale Artur Kyshenko in de eerste ronde knock-out te slaan.
In 2012 debuteerde Van Roosmalen bij Glory, waar hij deelnam aan het lichtgewichttoernooi en uiteindelijk de finale bereikte, waar hij op punten verloor van Giorgio Petrosyan. Op 20 april 2013 versloeg hij Murthel Groenhart middels een unanieme jurybeslissing. Op 23 november van hetzelfde jaar vocht hij in het tweede Glory-lichtgewichttoernooi. Hier won hij van Davit Kiria, maar in de finale tegen Andy Ristie verloor hij op knock-out in de tweede ronde. Op 12 april 2014 won hij van Marat Grigorian via een verdeelde jurybeslissing.
Van Roosmalen werd op 7 november 2014 de Glory-lichtgewichtkampioen na het opnieuw verslaan van Davit Kiria. Op 3 april 2015 vocht hij een rematch tegen Andy Ristie, die hij won middels een unanieme jurybeslissing. Vervolgens verdedigde hij zijn titel tegen Sitthichai Sitsongpeenong. In juni 2016 verloor hij zijn titel na een rematch tegen Sitsongpeenong op basis van een verdeelde jurybeslissing. 
Nadat hij zijn lichtgewichttitel had verloren, ging Van Roosmalen een gewichtsklasse omlaag, naar het vedergewicht, en stond hij tegenover de Canadees Gabriel Varga voor de vedergewichttitel. Na de vierde ronde gooide de hoek van Varga de handdoek in de ring en won Van Roosmalen middels een technische knock-out. Met deze overwinning werd Van Roosmalen de eerste vechter die een Glory-titel behaalde in twee afzonderlijke gewichtsklassen. In september 2018 verloor hij zijn titel aan Petchpanomrung Kiatmookao.
Op 13 januari 2021 waren Van Roosmalen en zijn jongere zus betrokken bij een auto-ongeluk. Van Roosmalen werd zwaargewond in het ziekenhuis opgenomen en zijn zus overleefde het ongeluk niet. In 2022 kondigde Van Roosmalen het einde van zijn carrière aan.